# Microloxia graminaria
Microloxia graminaria är en fjärilsart som beskrevs av Mann 1849. Microloxia graminaria ingår i släktet Microloxia och familjen mätare. Inga underarter finns listade i Catalogue of Life.